# Pauraquenachtschwalbe
Die Pauraquenachtschwalbe (Nyctidromus albicollis), auch Pauraque genannt, ist ein Vogel aus der Familie der Nachtschwalben (Caprimulgidae).

## Merkmale
Die 22 bis 28 Zentimeter lange Pauraquenachtschwalbe hat einen langen Schwanz und breite, abgerundete Flügel. Das Gefieder ist entweder grau-braun oder rötlich-braun gescheckt. Der hellbraune Augenring und Gesichtsstreifen kontrastieren mit dem rötlichen Gesicht. Das Männchen hat ein weißes Band an der Flügelspitze und weiße Außenfedern am Schwanz. Beim Weibchen sind diese Merkmale weit weniger ausgeprägt. Der Ruf des Vogels ist ein pur-wie.

## Vorkommen
Das Verbreitungsgebiet der Pauraquenachtschwalbe reicht von Süd-Texas und Mexiko südlich bis Bolivien und Nord-Argentinien. Er lebt an Waldrändern, in Sekundärwäldern und lockerem Gebüsch und nistet in offenerem Gelände.

## Verhalten
Tagsüber ruht die Pauraquenachtschwalbe am Boden oder in Nachtschwalbenmanier getarnt längs auf einem niedrigen Ast sitzend. In der Nacht jagt er in tiefem Patrouillenflug oder von einem Ansitz aus nach Käfern, Motten und Glühwürmchen. Die Pauraquenachtschwalbe hält sich mehr als andere Nachtschwalben am Boden auf; wird er gestört, läuft er manchmal eher davon, als dass er wegfliegt. Oft rastet er nachts auf der Straße.

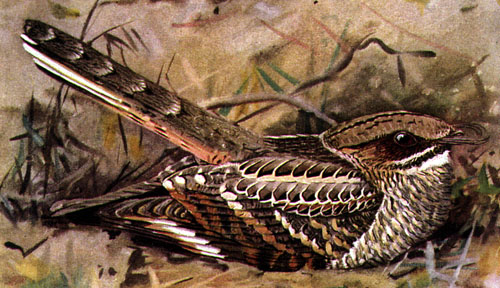
Gemälde einer Pauraquenachtschwalbe von Louis Agassiz Fuertes

## Fortpflanzung

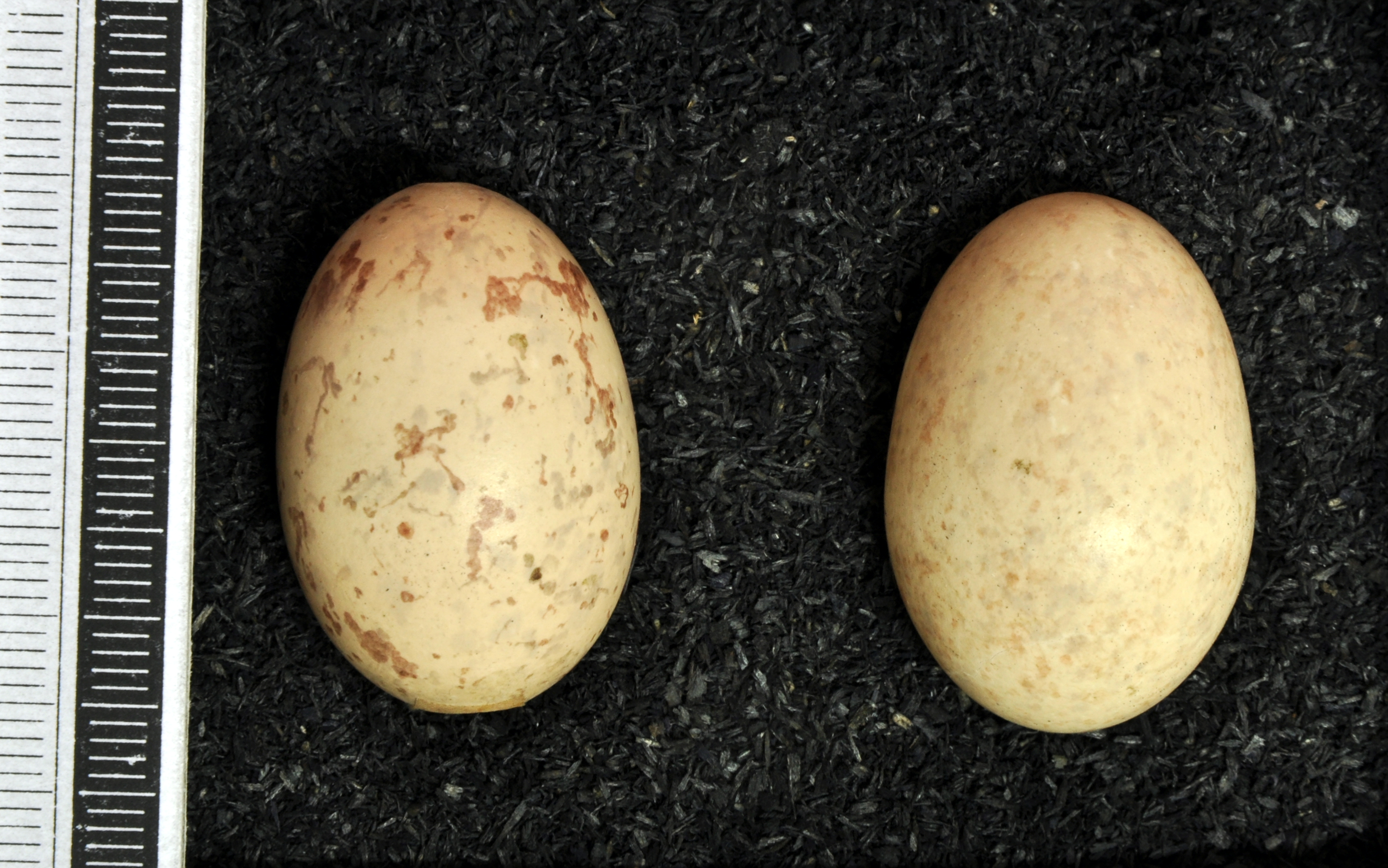
Gelege, Sammlung Museum Wiesbaden

In einer flachen, natürlichen Bodenmulde in der Nähe niedrigwachsender Pflanzen werden zwei Eier ausgebrütet.

## Unterarten
Es werden folgende Unterarten anerkannt:
- Nyctidromus albicollis insularis Nelson, 1898[2] kommt auf den Marias-Inseln vor.
- Nyctidromus albicollis merrilli Sennett, 1888[3] ist vom südlichen Texas bids ins nordöstliche Mexiko verbreitet.
- Nyctidromus albicollis yucatanensis Nelson, 1901[4] kommt im westlichen und  östlichen Mexiko inkusive der Halbinsel Yucatán bis ins zentrale Guatemala vor.
- Nyctidromus albicollis gilvus Bangs, 1902[5] ist im zentralen und östlichen Panama und dem nördlichen Kolumbien verbreitet.
- Nyctidromus albicollis albicollis (Gmelin, JF, 1789)[6] kommt vom südlichen Guatemala bis ins nordwestliche Peru, dem  östlichen Kolumbien und Venezuela über die Guyanas und Brasilien vor.
- Nyctidromus albicollis derbyanus Gould, 1838[7] ist in Bolivien, dem zentralen und südlichen Brasilien, in Paraguay und dem nordöstlichen Argentinien verbreitet.

Nyctidromus albicollis intercedens Griscom, 1929 und Nyctidromus albicollis obscurus Cory, 1915 werden heute als Synonyme zu Nominatform betrachtet.

## Etymologie und Forschungsgeschichte
Die Erstbeschreibung der Pauraquenachtschwalbe erfolgte 1789 durch Johann Friedrich Gmelin unter dem wissenschaftlichen Namen Caprimulgus albicollis. Als Verbreitungsgebiet gab er Cayenne an. 1838 führte John Gould mit N. a. derbyanus die für die Wissenschaft neue Gattung Nyctidromus ein. Dieser Name leitet sich von »nykti-, nyx, nyktos νυκτι-, νυξ , νυκτος« für »Nacht« und »-dromos, trekhō δρομος, τρεχω« für »Renner, Läufer, rennen« ab. Der Artname albicollis ist ein Wortgebilde aus lateinisch albus „weiß“ und -collis, das von collum „Hals, Nacken“ abgeleitet ist. Derbyanus ist Edward Smith-Stanley, 13. Earl of Derby (1775–1851) gewidmet, merrilli James Cushing Merrill (1853–1902). Yucatanensis bezieht sich auf Yucatán. Gilvus hat seinen Ursprung in gilvus ‚blass gelb‘, insularis in insularis, insula, insulae ‚von der Insel, Insel‘, intercedens in lateinisch intercedens, intercedentis, intercedere ‚zwischengeschaltet, dazwischen kommen‘. und obscurus in lateinisch obscurus ‚dunkel, düster‘. Alfred Laubmann hatte für sein Werk Die Vögel von Paraguay zehn Bälge, gesammelt durch Hans Krieg (1888–1970), Michael Mathias Kiefer (1902–1980), Eugen Josef Robert Schuhmacher (1906–1973) und Kelletshofer in Zanja Moroti im Bergland des Río Apa und in Nueva Germania, zur Verfügung. Laubmann sah für Paraguay die Unterart N. a. derbyanus. In der Literatur betrachtete er Colonia Risso durch Tommaso Salvadori, Sapucai durch Charles Chubb und Trindad durch Elsie Naumburg als Nachweise für Paraguay. Außerdem erwähnte er Ibiyaú del ybiyaú von Félix de Azara für das Land.